# Język kham
Język kham, kham ke (tybet. ཁམས་སྐད transliteracja Wyliego: khams skad) – język wschodniotybetański, używany w dawnym regionie Kham (obecnie wschodnia część Tybetańskiego Regionu Autonomicznego, południowa część prowincji Qinghai, zachodni Syczuan i  Yunnan). Obok standardowego (centralnego) języka tybetańskiego używany jest w rozgłośniach radiowych, w piśmie w użyciu jest jednak tylko standardowy język tybetański. Z tego względu język kham często bywa określany jako dialekt języka tybetańskiego; z poglądem tym nie zgadzają się językoznawcy, wskazując na fakt, że jest on w dużej mierze niezrozumiały zarówno dla użytkowników centralnej odmiany języka tybetańskiego, jak i dialektów z Amdo. Język kham jest, podobnie jak standardowy język tybetański, językiem tonalnym, posiada cztery tony. Dzieli się na kilka bardzo odrębnych od siebie dialektów.